# Хронологія світових рекордів з шосейного бігу на 5 кілометрів серед жінок
Рекорди світу з бігу на 5 кілометрів визнаються Світовою легкою атлетикою з-поміж результатів, показаних легкоатлетками на шосейній дистанції, за умови дотримання встановлених вимог.
Світова легка атлетика почала ратифікацію світових рекордів у цій дисципліні з листопада 2017.
Ведеться паралельна статистика рекордів, показаних у суто жіночих (англ. women only) забігах, та тих, що показані у змішаних (англ. mixed) забігах.

## Хронологія рекордів

### Змішані забіги
| Результат                              | Атлетка                   | Місто змагань | Дата змагань | Примітки    | Відео            |
| -------------------------------------- | ------------------------- | ------------- | ------------ | ----------- | ---------------- |
| 14.48                                  | Каролін Кіпкуруї Кенія    | Прага         | 08.09.2018   | [ 1 ]       |                  |
| 14.43                                  | Беатріс Чепкоеч Кенія     | Монако        | 14.02.2021   | [ 2 ] [ 3 ] |                  |
| 14.19                                  | Еджгаєху Тає Ефіопія      | Барселона     | 31.12.2021   | [ 4 ] [ 5 ] | Відео на YouTube |
| 14.13+                                 | Агнес Джебет Нгетіч Кенія | Валенсія      | 14.01.2024   | [ 6 ] [ 7 ] |                  |
| 13.54                                  | Беатріс Чебет Кенія       | Барселона     | 31.12.2024   | [ 8 ] [ 9 ] |                  |
| 0 років, 123 дні від дати встановлення |                           |               |              |             |                  |

### Жіночі забіги
| Результат                            | Атлетка                 | Місто змагань | Дата змагань | Примітки      | Відео |
| ------------------------------------ | ----------------------- | ------------- | ------------ | ------------- | ----- |
| 14.44                                | Сіфан Гассан Нідерланди | Монако        | 17.02.2019   | [ 10 ] [ 11 ] |       |
| 14.29                                | Сенбере Тефері Ефіопія  | Герцогенаурах | 12.09.2021   | [ 12 ] [ 13 ] |       |
| 14.13                                | Беатріс Чебет Кенія     | Барселона     | 31.12.2023   | [ 14 ] [ 7 ]  |       |
| 1 рік, 123 дні від дати встановлення |                         |               |              |               |       |